# خورشیدگرفتگی ۵ دسامبر ۲۰۲۹
خورشیدگرفتگی ۵ دسامبر ۲۰۲۹ (به انگلیسی: Solar eclipse of December 5, 2029) یک خورشیدگرفتگی از نوع خورشیدگرفتگی جزئی است. این خورشیدگرفتگی در تاریخ ۵ دسامبر ۲۰۲۹ میلادی (‎۱۵ آذر ۱۴۰۸ خورشیدی) روی خواهد داد که زمان اوج آن، ساعت ۱۵:۰۳:۵۸ به‌وقت ساعت هماهنگ جهانی است.